# Apolón Máikov
Apolón Nikoláievich Máikov (en ruso: Аполло́н Никола́евич Ма́йков), Moscú, 4 de junio de 1821 - San Petersburgo, 20 de marzo de 1897) fue un poeta ruso, uno de los mayores representantes del movimiento neoclásico.
Nació en el seno de una familia con inquietudes artísticas. Su padre, Nikolái Máikov, era un importante pintor y académico. En 1834, se traslada con su familia de Moscú a San Petersburgo. Máikov estudiará Derecho en la Universidad de San Petersburgo entre 1837 y 1841. Su primera vocación fue la pintura, pero pronto decidirá dedicar su vida a la poesía. Sus primeras publicaciones aparecerán en 1840 en El Almanaque de Odesa.
El zar Nicolás I concedió a Máikov un estipendio tras la publicación de su primer libro en 1842. Esto permitió al poeta viajar por Europa (Italia, Francia, Sajonia, Austria). Máikov regresó a Rusia en 1844 y comenzó a trabajar como ayudante de bibliotecario. Se integró en los círculos literarios y frecuentó a críticos y escritores como Visarión Belinski e Iván Turguénev.
Su poesía se inspira a menudo en el paisaje de Rusia, su naturaleza y su historia. Su amor por la Antigua Grecia y la Antigua Roma, que estudió constantemente a lo largo de su vida, también se refleja en su obra. Empleó cuatro años en verter al ruso moderno el poema épico Cantar de las huestes de Ígor (terminó su traducción en 1870). Tradujo obras folclóricas de Bielorrusia, Grecia, Serbia, España y otros países. También tradujo al ruso, entre otros, a Heine, Adam Mickiewicz y a Goethe. Algunos poemas de Máikov fueron musicados por importantes compositores como Rimski-Kórsakov, Chaikovski o Nikolái Miaskovski. También colaboró en el libreto de la ópera Judith de Aleksandr Serov (estrenada en 1863).
Redactó obras en prosa, pero en este campo no tuvo gran reconocimiento. Después de 1880, apenas escribió nada nuevo: Máikov empleó su tiempo en preparar la publicación de sus obras escogidas. Los últimos años de su vida fue presidente del comité de censura, donde llevaba trabajando desde 1852.

## Valoración
Dmitri Sviatopolk-Mirski calificó a Máikov como «el poeta más representativo de su tiempo» (the most representative poet of the age), pero añadió:

Máikov fue medio «poético» y medio realista, medio tendencioso, y nunca emocional. Sus imágenes siempre son lo más importante en sus poemas. Algunas de ellas (siempre sujetas a la limitación del autor de carecer de estilo y de dicción) muestran descubrimientos felices, como en sus breves y muy famosos poemas sobre la primavera o la lluvia. Sin embargo, sus poemas más realistas están lastrados de sentimentalismo, y sus poemas más «poéticos» tienen una desesperanza inadecuada -su belleza es mera baratija de la época victoriana-. Pocos de sus intentos más ambiciosos tuvieron éxito.
D. SVIATOPOLK-MIRSKI